# Comuna de Wojsławice
Wojsławice (polaco: Gmina Wojsławice) é uma gminy (comuna) na Polónia, na voivodia de Lublin e no condado de Chełmski. A sede do condado é a cidade de Wojsławice.
De acordo com os censos de 2004, a comuna tem 4399 habitantes, com uma densidade 39,9 hab/km².

## Área
Estende-se por uma área de 110,18 km², incluindo:
- área agrícola: 78%
- área florestal: 16%

## Demografia
Dados de 30 de Junho 2004:
|                      | Total   | Total | Mulheres | Mulheres | Homens  | Homens |
| -------------------- | ------- | ----- | -------- | -------- | ------- | ------ |
|                      | pessoas | %     | pessoas  | %        | pessoas | %      |
| População            | 4399    | 100   | 2182     | 49,6     | 2217    | 50,4   |
| Densidade (pop./km²) | 39,9    | 100   | 19,8     | 19,8     | 20,1    | 20,1   |

De acordo com dados de 2002, o rendimento médio per capita ascendia a 1265,85 zł.

## Subdivisões
- Czarnołozy, Huta, Krasne, Kukawka, Majdan, Majdan Kukawiecki, Majdan Ostrowski, Nowy Majdan, Ostrów, Ostrów-Kolonia, Partyzancka Kolonia, Putnowice-Kolonia, Putnowice Wielkie, Rozięcin, Stadarnia, Stary Majdan, Trościanka, Turowiec, Witoldów, Wojsławice, Wojsławice-Kolonia, Wólka Putnowicka.

## Comunas vizinhas
- Białopole, Grabowiec, Kraśniczyn, Leśniowice, Uchanie, Żmudź